# Liste von Persönlichkeiten der Stadt Gevelsberg
Die folgende Liste beschäftigt sich mit den Persönlichkeiten der Stadt Gevelsberg.

## Bürgermeister

### Bürgermeister von Gevelsberg
- 1886–1911: Fritz Knippschild
- 1911–1919: Walter Leinberger
- 1919–1929: Hermann Müller
- 1930–1933: Konrad Rappold
- 1933: Heinrich Hanholz (danach Landrat des Ennepe-Ruhr-Kreises)
- 1933–1945: Günther Siegfried Albitz
- 1945: Hermann Hußmann
- 1945–1961: Gustav Trost (SPD)
- 1961–1991: Helmut vom Schemm
- 1991–2004: Klaus Solmecke (SPD)
- seit 2004: Claus Jacobi (SPD)

### Stadtdirektoren
Von 1946 bis zur Zusammenlegung der Funktion des Stadtdirektors mit der des Bürgermeisters im Jahre 1996 standen an Spitze der Stadtverwaltung folgende Stadtdirektoren:
- 1946–1969: Erich Blumenroth
- 1969–1981: Gerhard Borgemeister
- 1981–1996: Volker Stein (danach Landrat des Ennepe-Ruhr-Kreises)

## Ehrenbürger
Der einzige nachweisliche Ehrenbürger der Stadt Gevelsberg bis 1910 ist Fritz Knippschild. Nach 1910 hat die Stadt keine Ehrenbürger mehr ernannt. Die Eingemeindeten Asbeck, Silschede und Berge hatten vor der Eingemeindung Ehrenbürger ernannt, die heute auch als Gevelsberger Ehrenbürger gelten.
- 1910: Fritz Knippschild, Bürgermeister der Stadt Gevelsberg[1]
- 1965: Karl Hiby, Bürgermeister der Gemeinde Asbeck
- 1969: Friedrich Külpmann, Bürgermeister der Gemeinde Silschede
- 1969: Fritz Große-Oetringhausen, Gemeindevertreter der Gemeinde Silschede
- 1969: Walter Behle, Bürgermeister der Gemeinde Berge

## In Gevelsberg geborene Persönlichkeiten

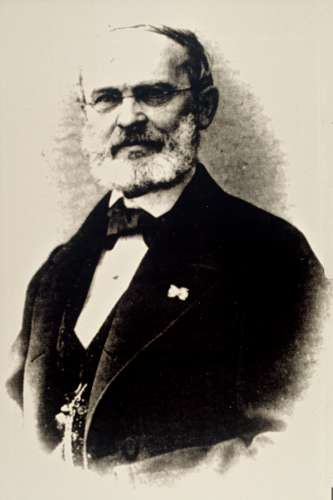
F. W. Hasenclever
(1809–1874)

Walter Oettinghaus
(1883–1950)

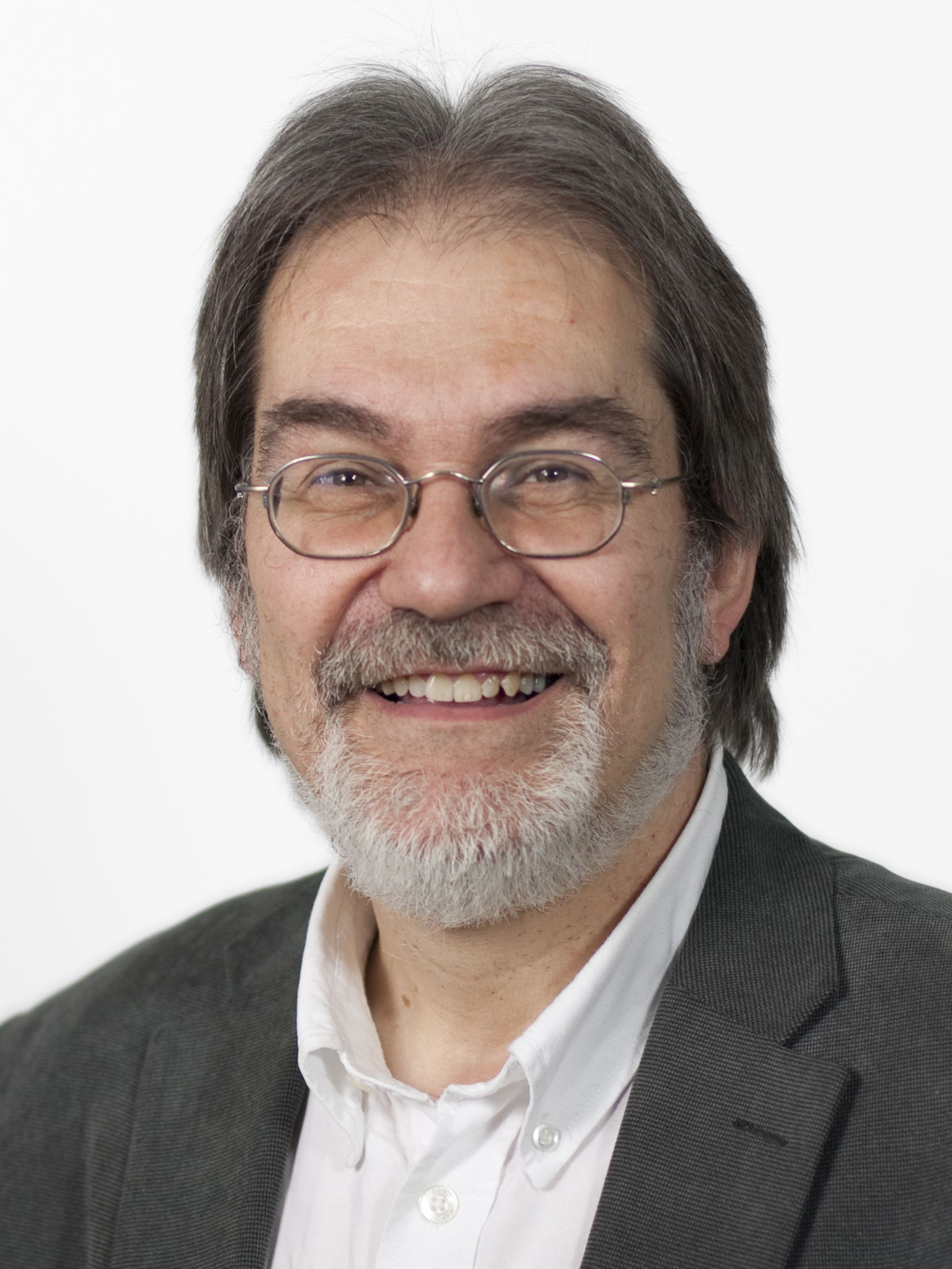
Bernd Brandl
(* 1954)

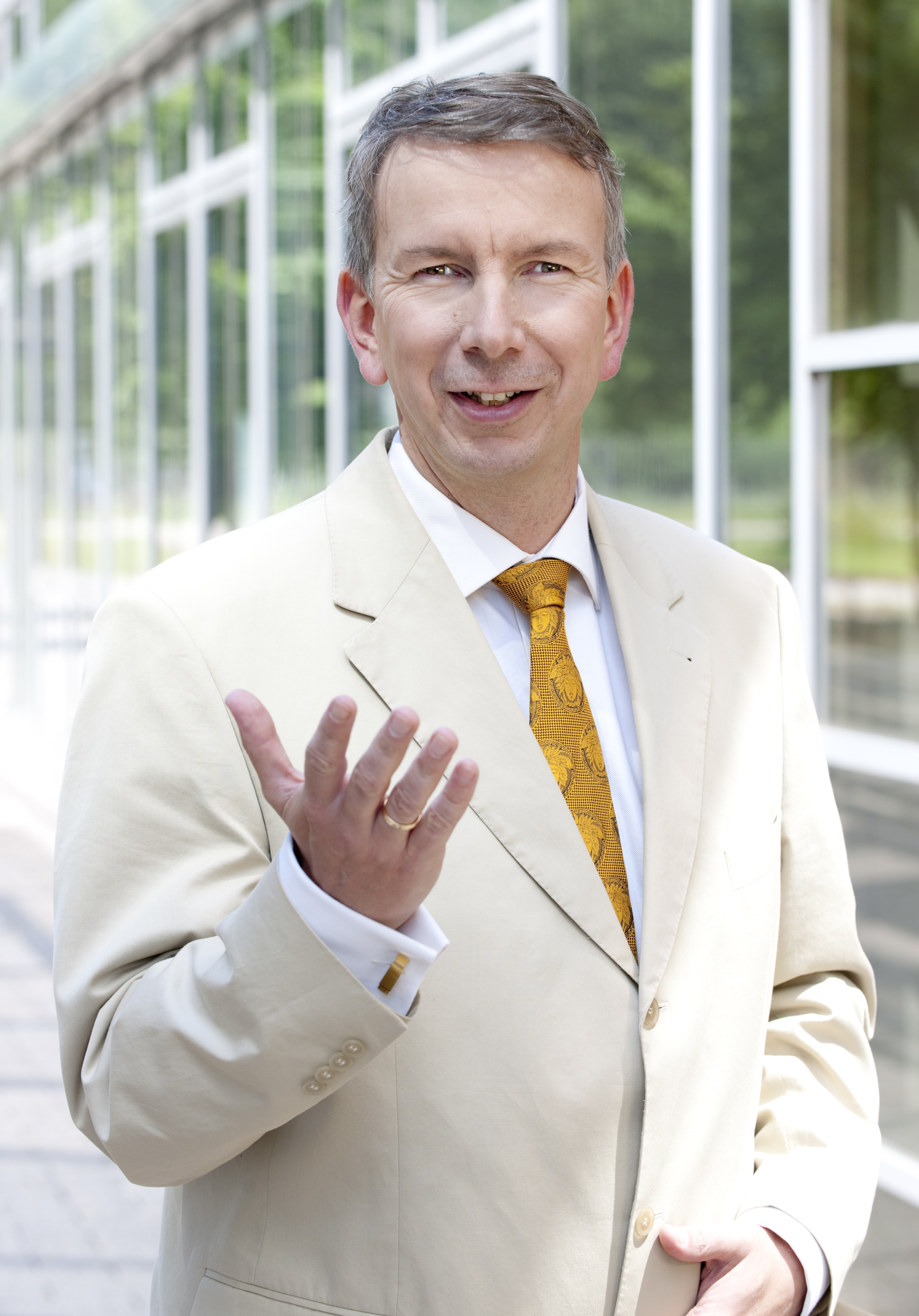
Michael Bernecker
(* 1967)

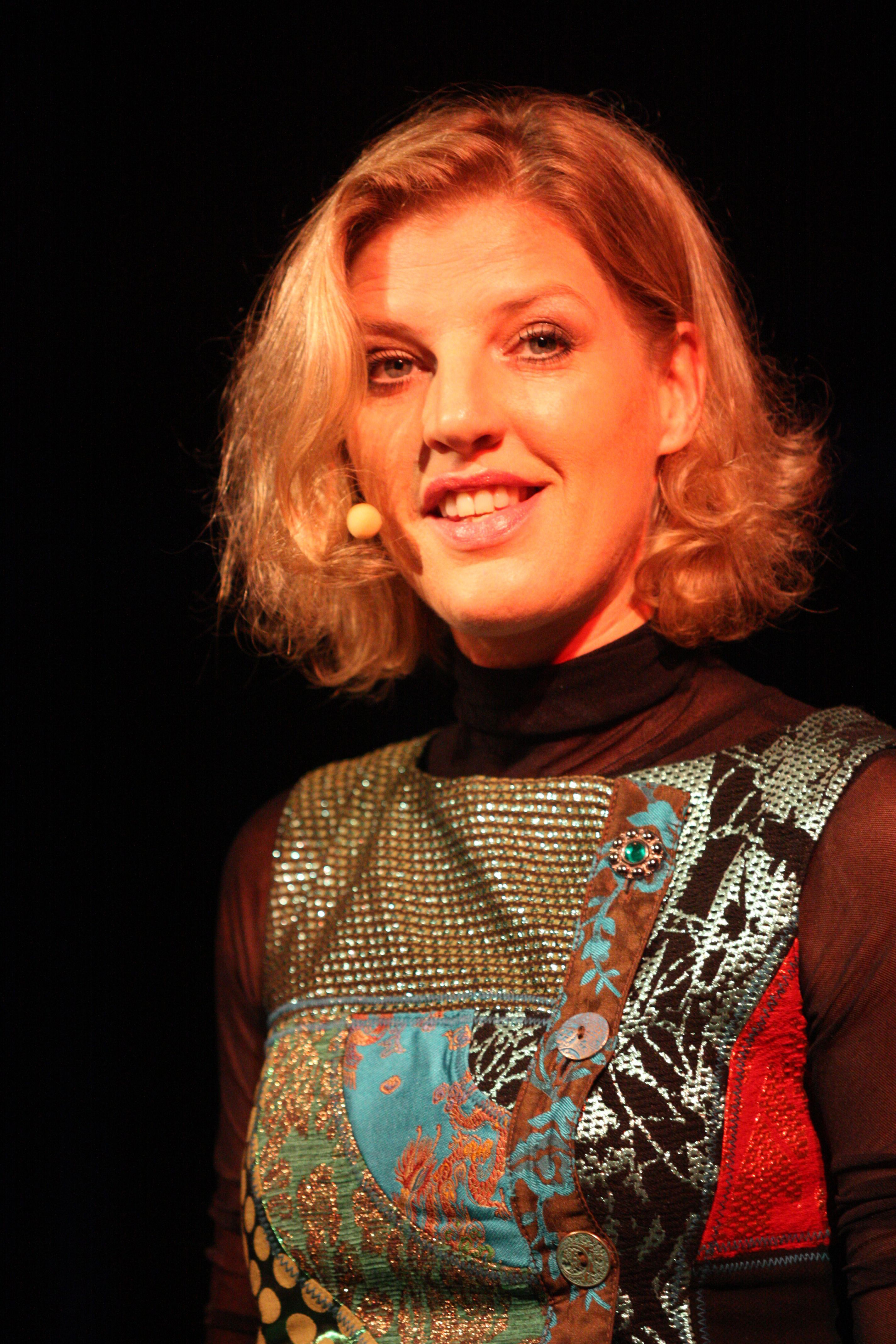
Sia Korthaus
(* 1968)

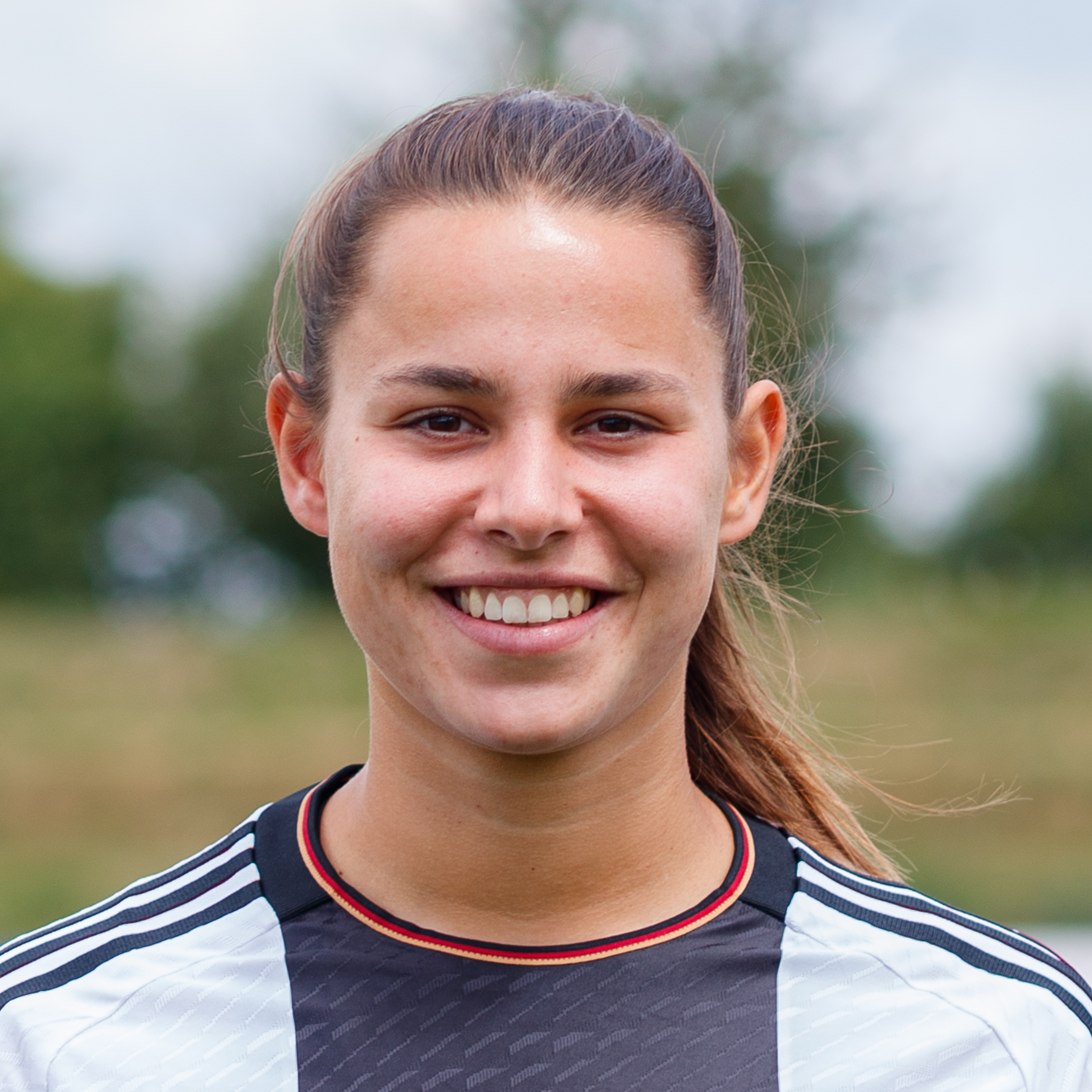
Lena Oberdorf
(* 2001)

### 19. Jahrhundert
- Friedrich Schimmel (1804–1885), königlich-preußischer Generalmajor, Kommandant der Festung Glatz
- Friedrich Wilhelm Hasenclever (1809–1874), Unternehmer der chemischen Industrie
- Richard Borrmeister (1876–1938), Genre- und Silhouettenmaler
- Walter Oettinghaus (1883–1950), sozialistischer Politiker und Gewerkschafter, Reichstagsabgeordneter 1920–24 und 1930–33
- Otto Goetze (1886–1955), Namensgeber des Otto-Goetze-Preises für chirurgischen Nachwuchs
- Gustav Trost (1892–1969), Politiker (SPD) und Landtagsabgeordneter, Bürgermeister in Gevelsberg (1945–61)
- Karl Bröking (1896–1954), nationalsozialistischer Funktionsträger im Rang eines SS-Brigadeführers
- Oskar Hollmann (1897–1956), Politiker (KPD, später SED)
- Eugen Schneider (1898–1983), Gewerkschaftsfunktionär und Landrat
- Peter Stangier (1898–1962), Politiker (NSDAP)

### 20. Jahrhundert

#### 1901 bis 1950
- Josef Horn (* 1. Januar 1902 in Gevelsberg, Mittelstr. 73; † 3. Dezember 1951 in Wuppertal), Maler
- Rudi Rauher (1901–1958), Hörfunkmoderator
- Werner Schloemann (1904–1981), Rektor der Hochschule Konstanz von 1939 bis 1945 und 1958 bis 1966
- August-Wilhelm Kühnholz (1905–1976), niedersächsischer Politiker (FDP) und MdNL
- Elisabeth Höngen (1906–1997), Sängerin (Mezzosopran) an der Semperoper in Dresden, Professorin an der Wiener Musikakademie
- Heinz Schacht (1909–1987), Schauspieler, Hörspielsprecher und Bühnenautor
- Ernst Weisenfeld (1913–2009), Buchautor und Frankreich-Korrespondent der ARD und des WDR in Paris
- Remigius Bäumer (1918–1998), katholischer Theologe
- Ernst Krukowski (1918–1982), Opernsänger (Bariton) an der Deutschen Oper, Berlin
- Arthur Kulling (1926–2009), Konzertmeister, Dirigent, Komponist, Präsident der Deutschen Johann-Strauss-Gesellschaft
- Martin Cern (1928–2011), Schriftsteller und Kaufmann
- Alfred Preußner (1929–2019), Politiker (FDP), Ehrenpräsident des Zentralverbandes des deutschen Friseurhandwerks
- Eugen von der Wiesche (1929–2018), Politiker (SPD), MdB (1980–90)
- Heinz Lohmann (1934–2001), Konzertorganist, Herausgeber und Komponist
- Friedrich Döpp (* 1936), Bürgermeister von Ennepetal
- Dorothea Fischer (* 1937), informelle Malerin und Zeichnerin
- Lothar Niggeloh (1939–2012), Politiker (SPD) und Landtagsabgeordneter
- Volker Schulze (* 1939), Historiker, Journalist, Autor und Publizist
- Brigitte Weisshaupt (* 1939), Philosophin und Gründungsmitglied der Internationalen Assoziation von Philosophinnen
- Klaus Solmecke (* 1942), Politiker (SPD) und Bürgermeister in Gevelsberg
- Klaus Weiss (1942–2008), Jazz-Schlagzeuger
- Volker Tschuschke (* 1947), Psychologe, Soziologe, Psychoanalytiker und Hochschullehrer
- Michael Cramer (* 1949), Politiker, Mitglied des Europäischen Parlaments
- Rüdiger Frohn (* 1950), Jurist, Chef des Bundespräsidialamtes (1999–2004)
- Ulrich Samm (* 1950), Lehrstuhlinhaber für Plasmaphysik in Düsseldorf/Jülich

#### 1951 bis 2000
- Heinrich Theodor Vierhaus (* 14. Juli 1951), Leiter des Lehrstuhls Technische Informatik an der Universität Cottbus
- Sabine Hebenstreit-Müller (* 1952), Erziehungswissenschaftlerin
- Jochen Luckhardt (* 1952), Kunsthistoriker und seit 1990 Direktor des Herzog-Anton-Ulrich-Museums in Braunschweig
- Ralph Kulling (* 1953), Leiter des Alt-Wiener Strauß-Ensembles, Stuttgart, Inhaber des audiophilen Klassik-CD-Labels Edition HERA
- Hans-Jürgen Abromeit (* 1954), Bischof der Pommerschen Evangelischen Kirche
- Bernd Brandl (* 1954), evangelischer Missionar, Theologe und Kirchenhistoriker
- Heidrun Kämper (* 1954), Philologin und Politologin
- Jürgen Kucharczyk (* 1957), Politiker (SPD), MdB (2005–09)
- Ulrich Adrian (* 1958), Journalist, ARD-Korrespondent (ARD-TV-Studio Warschau)
- Joachim Benfeld (* 1958), Fußballspieler (Europapokalsieger der Pokalsieger)
- Rolf Eckhoff (* 1958), Rechtswissenschaftler
- Thorsten Hens (* 1961), deutsch-schweizerischer Ökonom
- Hans Peter Hiby (* 1962), Jazz- und Improvisationsmusiker (Tenor- und Altsaxophon, Komposition)
- Mike Beckmann (* 1967), Kunstturner
- Michael Bernecker (* 1967), Unternehmer und Wirtschaftswissenschaftler
- Norbert Gallinnis (* 1967), Fernschachspieler
- Stephan Langhard (* 1967), parteiloser Politiker, Verwaltungsbeamter und Bürgermeister von Schwelm
- Sia Korthaus (* 1968), Kabarettistin und Schauspielerin
- Uwe Post (* 1968), Autor
- Maik Schott (* 1969), Jazzmusiker
- Eva Bonné (* 1970), literarische Übersetzerin
- Bert Hoppe (* 1970), Historiker, Journalist und Verlagslektor
- Angela Smecca (* 1974), Sängerin und Schauspielerin

### 21. Jahrhundert
- Lena Oberdorf (* 2001), Fußballspielerin
- Kjell Wätjen (* 2006), Fußballspieler

## Bekannte Einwohner und Menschen mit Beziehungen zu Gevelsberg

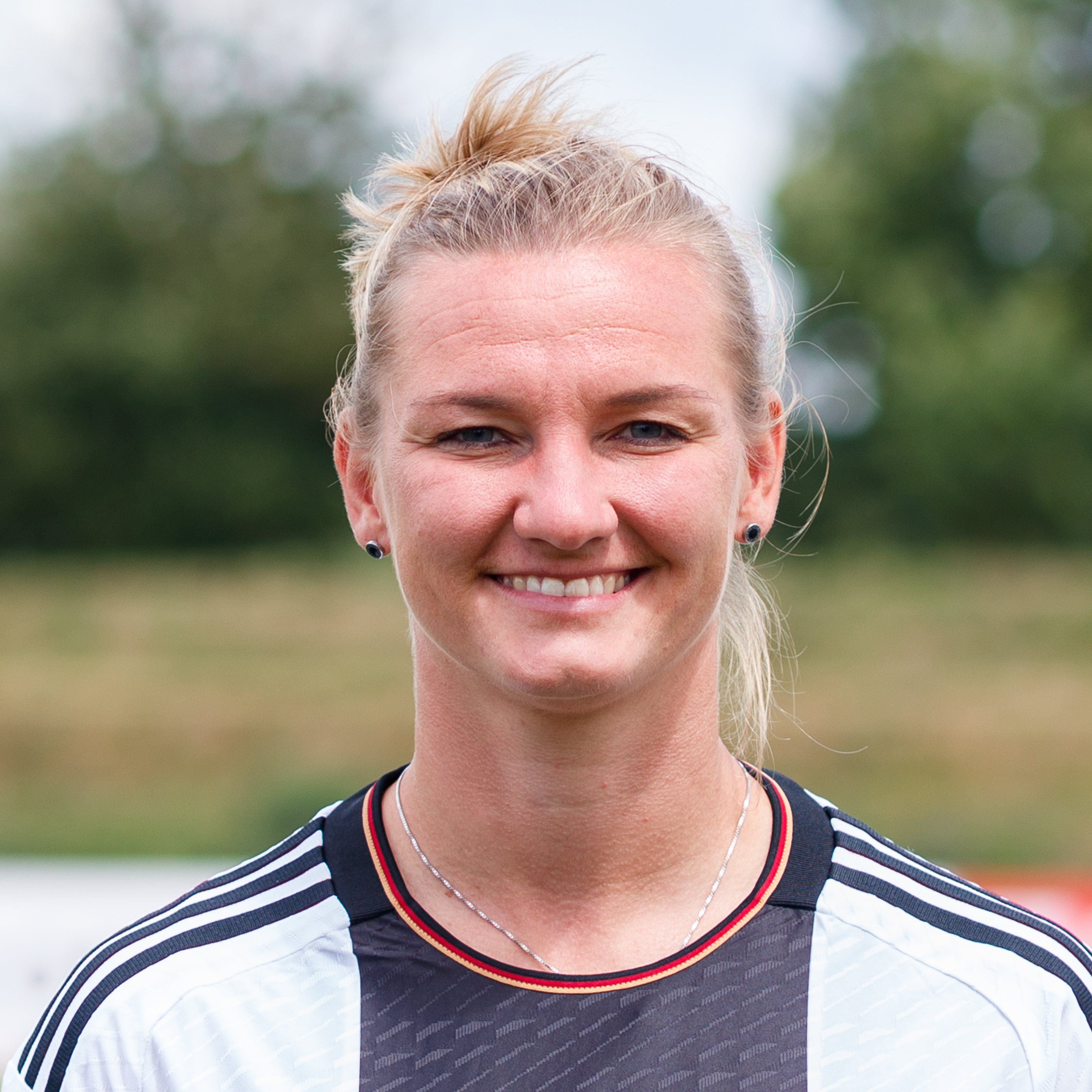
Alexandra Popp
(* 1991)

- Anna Sturmfels (* 5. Januar 1883 in Bensheim; † 13. April 1967 in Gevelsberg), Mathematikerin und Lehrerin
- Franz Overkott (* 17. Februar 1895 in Sandebeck; † 4. November 1983 in Gevelsberg), Volksschullehrer, Stadtarchivar und Heimatforscher
- Alfred Birnschein (* 12. Juni 1908 in Crossen (Oder); † 13. November 1990 in Gevelsberg), Maler, Grafiker und Kunsterzieher
- Karl Fritz Friedrich (* 14. März 1921 in Lünen; † 20. Juni 1959 in Gevelsberg), Maler, Grafiker
- Klaus-Peter Thaler (* 14. Mai 1949 in Eckmannshausen, Netphen), Radrennfahrer
- Philipp II. Kuschmann OSB (* 17. Juni 1980 in Witten, aufgewachsen in Gevelsberg), Abt des Benediktinerstiftes Marienberg
- Alexandra Popp (* 6. April 1991 in Witten, wohnhaft in Gevelsberg), Fußballspielerin
- Lukas Klostermann (* 3. Juni 1996 in Herdecke, wohnhaft in Gevelsberg), Fußballspieler
- Tim Oberdorf (* 16. August 1996 in Hagen, wohnhaft in Gevelsberg), Fußballspieler
- Jonah Husseck (* 26. Januar 2004, wohnhaft in Gevelsberg), Fußballspieler